# Borowitzky
Borowitzky también conocida como Duchess of Oldenburg, es el nombre de una variedad cultivar de manzano (Malus domestica). Esta manzana está cultivada en la colección de la Estación Experimental Aula Dei (Zaragoza). Se cultiva en la National Fruit Collection con el número de accesión: 1957 - 190 y Nombre de accesión: Duchess of Oldenburg. Esta manzana es originaria de Rusia, aunque lleva muchos años cultivandose en Aragón.
Conocida en Rusia en la década de 1700 o antes, pero conocido por primera vez en el Reino Unido alrededor de 1817. Las frutas tienen una carne firme y jugosa con un sabor subacido y justo.

## Sinónimos
- "Duchess of Oldenburg",
- "Borovinka",
- "Яблоня 'Боровинка'",
- "Baroveski",
- "Borovitsky",
- "Borowitsky",
- "Charlamovka",
- "Charlamowiski",
- "Charlamowsky",
- "Duchess",
- "Duchess of Oldenberg",
- "Duchess of Oldenburgh",
- "Early Joe",
- "Oldenburg",
- "New Brunswick",
- "Queen Mary",
- "Smith’s Beauty of Newark".

## Historia
'Borowitzky'-'Duchess of Oldenburg' se originó en la región de Tula al sur de Moscú en Rusia durante la última mitad de la década de 1700 y se extendió rápidamente por la mayor parte de Europa. Nombrado en honor a Catalina Pavlovna, la Gran Duquesa de Oldenburg, además de ser la hermana del zar Alejandro y la nieta de Catalina la Grande.
'Borowitzky' aunque de origen en el imperio ruso, se la considera como manzana de mesa de la comunidad autónoma de Aragón.
'Borowitzky' está considerada incluida en las variedades locales autóctonas y extranjeras que llevan muchos años cultivadas en España, muy antiguas, cuyo cultivo se centraba en comarcas muy definidas. Se caracterizaban por su buena adaptación a sus ecosistemas y podrían tener interés genético en virtud de su adaptación. Se encontraban diseminadas por todas las regiones fruteras españolas, aunque eran especialmente frecuentes en la España húmeda. Estas se podían clasificar en dos subgrupos: de mesa y de sidra (aunque algunas tenían aptitud mixta).
'Borowitzky' es una variedad clasificada como de mesa; difundido su cultivo en el pasado por los viveros comerciales y cuyo cultivo en la actualidad se ha reducido a huertos familiares y jardines privados.

## Características

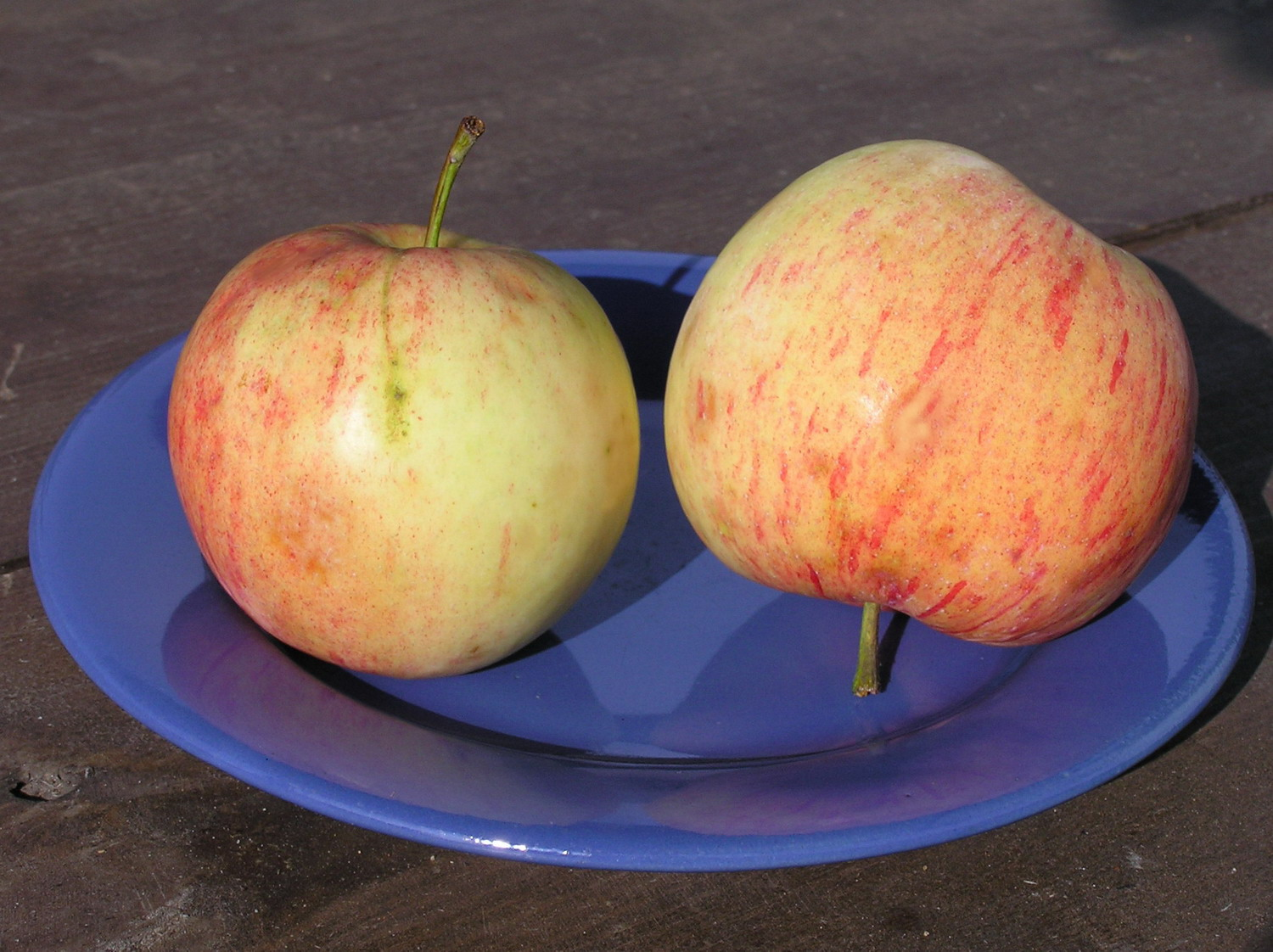
La manzana 'Borovinka'.

El manzano de la variedad 'Borowitzky' tiene un vigor medio; tiene un tiempo de floración que comienza a partir del 29 de abril con el 10% de floración, para el 4 de mayo tiene una floración completa (80%), y para el 11 de mayo tiene un 90% de caída de pétalos; tubo del cáliz variado, desde el corto y casi trapezoidal a embudo con el tubo fusiforme, y con los estambres situados por la mitad.
La variedad de manzana 'Borowitzky' tiene un fruto de tamaño medio a grande; forma esférica y generalmente achatada por los polos, a veces más estrecha en su base, y con contorno esférico o marcadamente anguloso; piel fina; con color de fondo verde-blanquinoso, importancia del sobre color medio, color del sobre color rojo ciclamen, distribución del sobre color en chapa/pinceladas, presenta chapa en zona de insolación, más o menos amplia, de pinceladas
rojo ciclamen que en algunos frutos casi llega a cubrir totalmente, y una sensibilidad al "russeting" (pardeamiento áspero superficial que presentan algunas variedades) muy débil; pedúnculo de variada longitud, en su mayoría quedan en el mismo plano que los bordes, en posición erguida o curvada, anchura de la cavidad peduncular ancha, profundidad de la cavidad pedúncular profunda, con suave o vistosa chapa ruginosa en el fondo, bordes ondulados e irregulares, y con importancia del "russeting" en cavidad peduncular medio; anchura de la cavidad calicina relativamente amplia, profundidad de la cav. calicina de  variada profundidad, lisa, suavemente fruncida que, por lo general, forma una roseta irregular en relieve o con gibosidades, y con importancia del "russeting" en cavidad calicina muy débil; ojo mediano o pequeño, cerrado o entreabierto; sépalos carnosos y compactos en su base, de forma triangular, con las puntas convergiendo unas y divergiendo otras, de color verde grisáceo y tomentoso.
Carne de color blanco-crema; textura crujiente y fundente a la vez; sabor característico de la variedad, acidulado y agradable; ºBrix: 12.7 ; corazón pequeño y medio, bulbiforme; eje agrietado; celdas alargadas o anchas y grandes de un verde brillante; semillas grandes, de variada forma.
La manzana 'Borowitzky' tiene una época de maduración y recolección temprana en el verano, se recolecta desde mediados de julio y en agosto. Se usa como manzana de mesa fresca.
'Borowitzky' es el parental-madre de la variedades cultivares de manzana:
- Pewaukee
- Zhigulevskoe